# ناتالي روني
ناتالي روني (بالإنجليزية: Natalie Rooney) هي لاعبة رماية نيوزيلندية، ولدت في 1 يونيو 1988 في تيمارو ‏ في نيوزيلندا.

## وصلات خارجية
- ناتالي روني على موقع الاتحاد الدولي (الإنجليزية)
- ناتالي روني على موقع اللجنة الأولمبية الدولية (الإنجليزية)
- ناتالي روني على موقع أوليمبيديا (الإنجليزية)
- ناتالي روني على موقع اللجنة الأولمبية النيوزيلندية (الإنجليزية)
- ناتالي روني على موقع اتحاد ألعاب الكومنولث (مؤرشف) (الإنجليزية)